# Tom Hiddleston
Tom Hiddleston [tɒm ˈhɪˌdʌlstən] est un acteur britannique, né le 9 février 1981 à Londres en Angleterre.
D’abord connu au Royaume-Uni pour le rôle de Magnus Martinsson dans la série télévisée Les Enquêtes de l'inspecteur Wallander (2008-2010), il devient une vedette internationale de la culture populaire dans les années 2010 en interprétant le rôle de Loki, super-vilain emblématique de l'univers Marvel et frère adoptif de Thor. Il apparaît ainsi dans les quatre films de l'univers cinématographique Marvel centrés sur le personnage de Thor et est un antagoniste des Avengers dans les œuvres qui les réunissent. Tom Hiddleston interprète également Loki dans la série télévisée éponyme diffusée depuis le 9 juin 2021 sur Disney+.
Tom Hiddleston a aussi alterné les apparitions dans des films indépendants et tourné avec des réalisateurs de renom, tels que Woody Allen (Minuit à Paris, 2011), Steven Spielberg (Cheval de guerre, 2011), Jim Jarmusch (Only Lovers Left Alive, 2013) ou Guillermo del Toro (Crimson Peak, 2015).
En 2016, il remporte le Golden Globe du meilleur acteur dans une mini-série ou un téléfilm pour sa performance dans la mini-série The Night Manager, réalisée par Susanne Bier et adaptée du roman Le Directeur de nuit (1993) de John Le Carré.

## Biographie

### Jeunesse et éducation
Tom Hiddleston est né à Westminster, un quartier de Londres. Il est le fils de Diana Patricia (née Servaes) Hiddleston et James Norman Hiddleston. Son père est de Greenock, tandis que sa mère est du Suffolk. Il est le cadet de trois enfants, Sarah Hiddleston, une journaliste et Emma Hiddleston, elle aussi actrice. Son arrière-arrière-grand-père maternel était Sir Edmund Vestey, 1st Baronet (en).
Il a étudié dans deux écoles privées : Dragon School (Oxford) et à Eton College à Eton (près de Windsor) dans le Berkshire où il a fréquenté le Prince William. Ils ont partagé des activités scolaires, notamment en jouant ensemble dans l'équipe de rugby.
Tout au long de sa scolarité, il a participé aux arts de la scène aux côtés de Eddie Redmayne et Rebecca Hall, il joua notamment dans la production de l'école A Passage to India le rôle de la jambe avant d'un éléphant avec Eddie Redmayne au-dessus. Il est ensuite allé à la Royal Academy of Dramatic Art, où il obtient son diplôme en 2005.

### Vie privée
Tom Hiddleston réside à Belsize Park, un quartier résidentiel du Hampstead, au nord-ouest de Londres.
On lui connaît une relation avec Susannah Fielding, qui s'achèvera en 2010. En 2016, il vivra une brève relation très médiatisée avec la chanteuse Taylor Swift. Il révèlera avoir été totalement dépassé par l'attention médiatique portée sur cette relation, et qu'il peinait à se remettre de leur rupture. Il affirmera dès lors sa volonté de dévoiler très peu sur sa vie privée.
Des rumeurs circuleront en 2019 sur une relation supposée avec Zawe Ashton, une actrice britannique. L'acteur confirme en juin 2022 au Los Angeles Times que le couple s'est fiancé. La nouvelle de la naissance du premier enfant de l'acteur devient publique en novembre 2022.
Outre l'anglais, il parle plusieurs langues, dont le français, l'espagnol et l'italien.

### Débuts en Angleterre et percée à Hollywood (2000-2011)

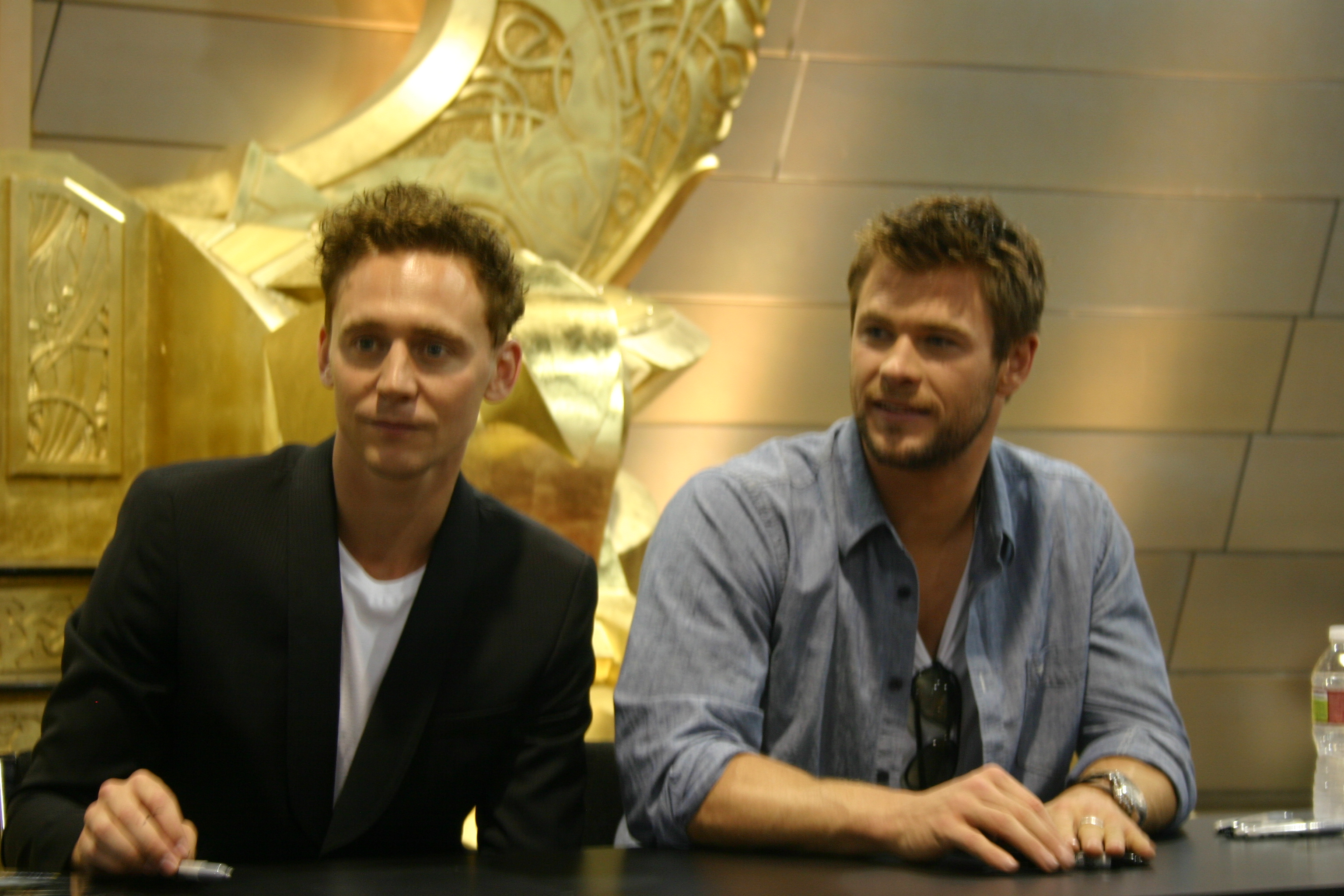
L'acteur aux côtés de Chris Hemsworth au San Diego Comic-Con 2010, pour la promotion de Thor.

Durant les années 2000, Tom Hiddleston apparaît, entre autres, avec Benedict Cumberbatch, Gemma Arterton et Eddie Redmayne, dans une production de Danny Boyle, The Children’s Monologues.
En 2011, il signe un contrat avec Marvel pour interpréter Loki dans Thor, réalisé par Kenneth Branagh avec qui il a par ailleurs collaboré dans la série Les Enquêtes de l'inspecteur Wallander. L’acteur avait d’abord auditionné pour le rôle-titre de Thor avant de recevoir celui de l’antagoniste principal du film. À la demande du directeur de casting, Tom a suivi un régime alimentaire strict et gagné vingt kilos de muscles en six semaines. Il a aussi été formé aux arts martiaux. Le blockbuster sort dans les salles françaises le 27 avril 2011 et lui permet de se faire connaître du grand public.
La même année, il interprète le romancier américain F. Scott Fitzgerald dans la comédie dramatique Minuit à Paris, écrite et réalisée par Woody Allen. Il décroche ensuite le rôle du capitaine James Nicholls dans la super-production américaine Cheval de guerre réalisé par Steven Spielberg, puis il est à l’affiche du drame britannique The Deep Blue See, où il donne la réplique à l'actrice Rachel Weisz, tête d'affiche.

### Confirmation (2012-2015)

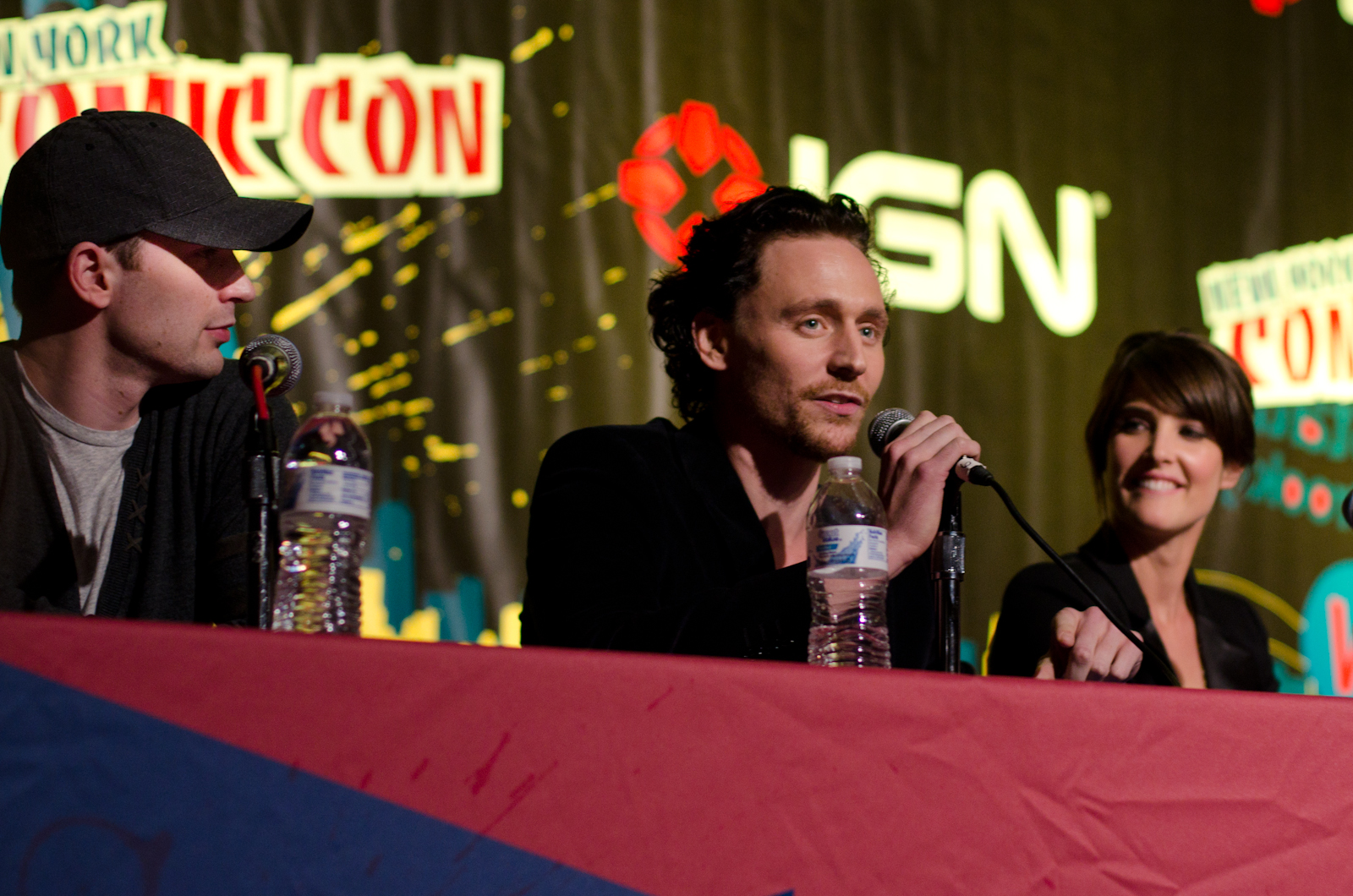
L'acteur aux côtés de Chris Evans et Cobie Smulders au New York Comic-Con 2011, pour la promotion de Avengers.

Il reprend le rôle du super-vilain Loki dans Avengers aux côtés de grandes stars du cinéma hollywoodiennes tels que Robert Downey Jr. et Scarlett Johansson. Au cours du tournage, l’acteur a demandé à Chris Hemsworth de réellement le frapper pendant la scène de combat entre Thor et Loki, afin de répondre aux exigences du réalisateur, Joss Whedon. Sorti en 2012, le film reçoit des critiques positives et établit plusieurs records au box-office américain, parmi lesquels le meilleur premier weekend d'exploitation en Amérique du Nord. Il est aujourd’hui le cinquième plus gros succès de l’histoire du cinéma en engrangeant 1,519 milliard de dollars. Pour sa performance, l'acteur a été récompensé au MTV Movie Awards du Meilleur Méchant et du Meilleur Combat avec Robert Downey Jr., Chris Evans, Mark Ruffalo, Chris Hemsworth, Scarlett Johansson et Jeremy Renner. Le personnage de Loki est alors considéré comme l’un des méchants les plus mémorables de l’univers cinématographique Marvel.
En 2012, il apparaît dans la série de téléfilms britanniques The Hollow Crown, une adaptation des pièces de théâtre Henry IV, partie I et partie II de William Shakespeare, diffusée sur BBC Two. Il joue le prince Hal qui donne la réplique à Jeremy Irons interprétant Henri IV. Il tient ensuite le rôle principal dans le téléfilm Henry V.

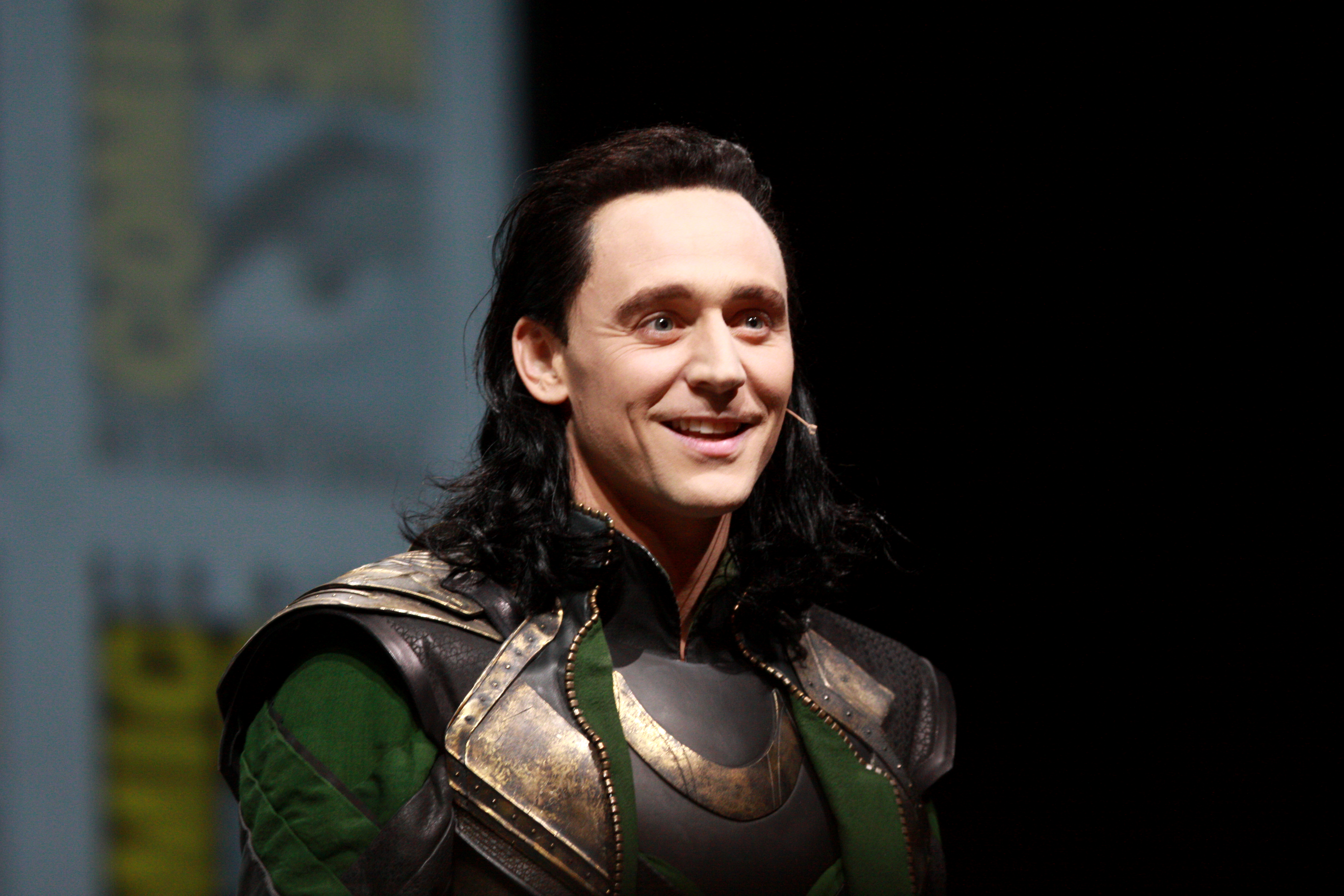
L'acteur dans son costume de Loki au San Diego Comic-Con 2013, pour la promotion de Thor : Le Monde des ténèbres.

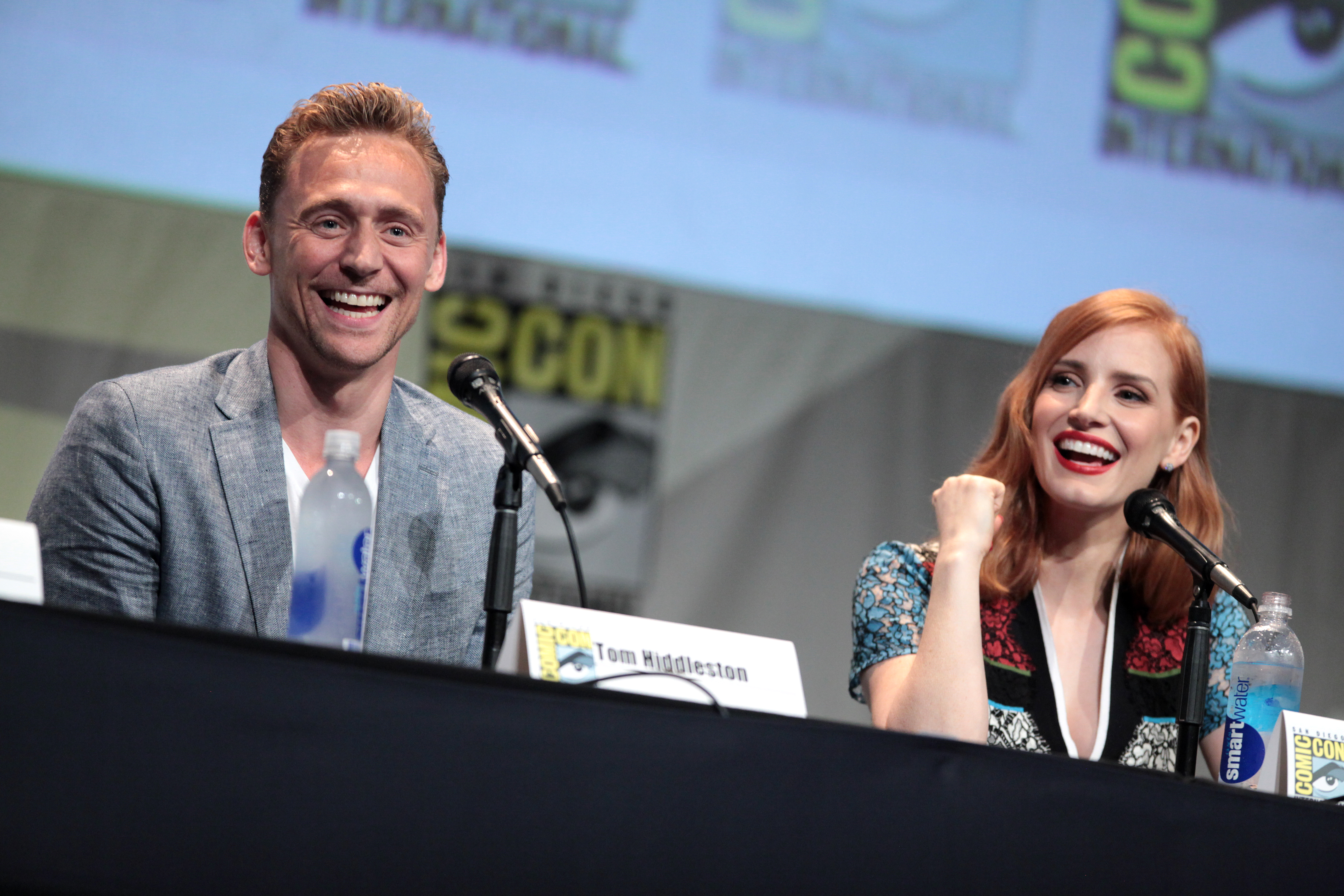
L'acteur aux côtés de Jessica Chastain pour la promotion de Crimson Peak au San Diego Comic-Con 2015.

Il joue une troisième fois le rôle de Loki dans Thor : Le Monde des ténèbres, la suite de Thor, réalisé par Alan Taylor. Le tournage commence en septembre 2012 à Surrey en Angleterre avant d’être poursuivi en Islande et à Londres. Il se termine en décembre 2012. Il s’agit du premier film Marvel dans lequel les États-Unis n’apparaissent pas. Pendant la production, il participe au Comic-Con de San Diego avec le costume de Loki afin de faire la promotion du blockbuster. Thor : Le Monde des ténèbres sort en 3D le 30 octobre 2013. Le film reçoit des critiques mitigées, mais a été succès commercial en engrangeant 644 millions de dollars au box-office mondial.
Il apparaît ensuite aux côtés de Tilda Swinton dans Only Lovers Left Alive de Jim Jarmusch, où il endosse le rôle d'Adam, un vampire dépressif et mélomane reclus à Détroit. Le film est en sélection officielle en compétition lors de la soixante-sixième édition du Festival de Cannes.
Il est choisi pour remplacer Benedict Cumberbatch dans le film d'horreur Crimson Peak, partageant l'affiche avec Mia Wasikowska et Jessica Chastain. Dans ce film réalisé par Guillermo del Toro, il incarne Thomas Sharpe qu'il décrit comme étant un « anti-héros romantique qui se présente comme un personnage typique de Byron. Il est élégant, charismatique, mystérieux, comme Edward Rochester dans Jane Eyre, Heathcliff dans Les Hauts de Hurlevent ou Darcy dans Orgueil et Préjugés. Mais derrière cette façade, il y a une culpabilité et une honte à propos de secrets de son passé. » Pour ces sources d'inspiration, il est dirigé par Guillermo del Toro vers des romans gothiques, comme Les Mystères d'Udolphe d'Ann Radcliffe, Le Château d'Otrante d'Horace Walpole, Jane Eyre, Les Hauts de Hurlevent ou même La Chute de la maison Usher d'Edgar Allan Poe. Le tournage débute à Toronto en février 2014. Crimson Peak sort en octobre 2015 et reçoit une critique élogieuse de la part du célèbre écrivain d'horreur Stephen King.

### Tête d'affiche (depuis 2016)

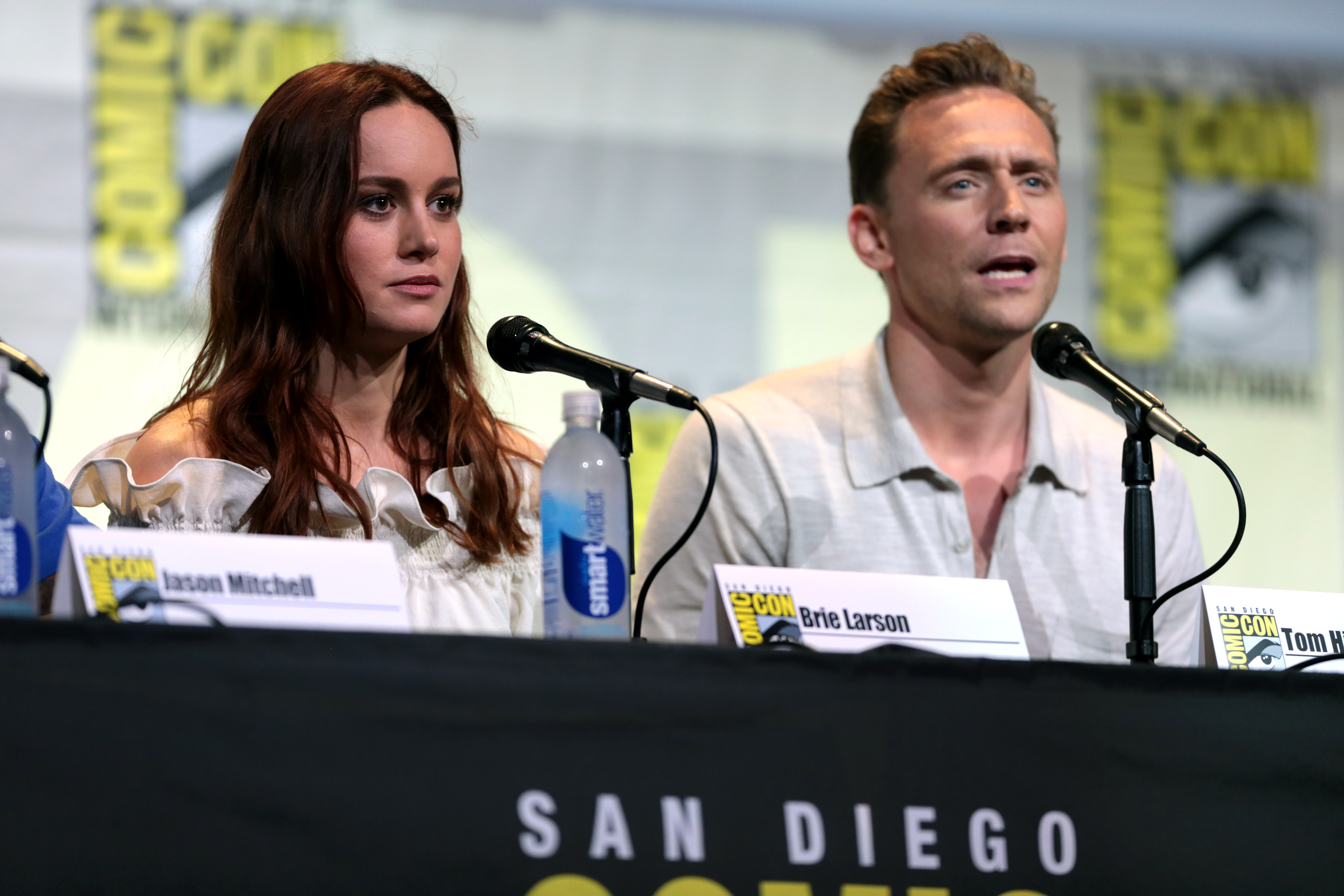
L'acteur aux côtés de Brie Larson, pour la promotion de Kong : Skull Island au San Diego Comic-Con 2016.

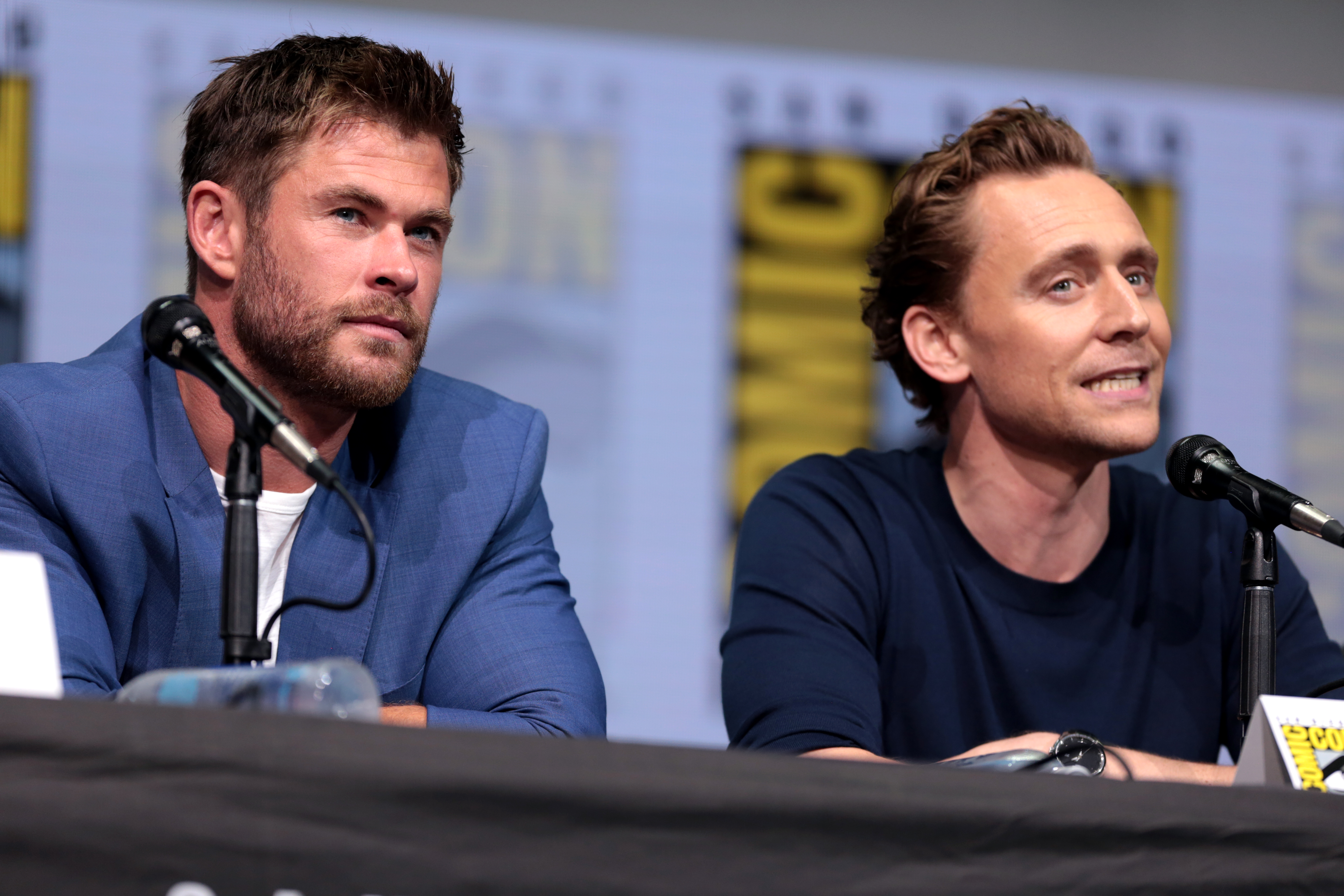
L'acteur aux côtés de Chris Hemsworth pour la promotion de Thor : Ragnarok au San Diego Comic-Con 2017.

Début 2016 sort la production britannique High-Rise, réalisé par Ben Wheatley et adapté du roman I.G.H. écrit par J. G. Ballard. Dans ce thriller de science-fiction, il interprète le rôle principal du Docteur Robert Laing qui emménage dans un immeuble de grande hauteur dans les années soixante-dix dont les différents étages sont occupés en fonction de la classe sociale des habitants. Dans une interview avec Time Out, il déclare, en réponse, que High-Rise a beaucoup à dire au sujet de l'inégalité : « Le film et le roman pourraient être interprétés comme un reflet de ce qui se passe aujourd'hui. Le pouvoir est dans les mains d'un très petit pourcentage de la population, dans toutes les professions : la politique, le droit, les médias et les arts aussi. Voilà pourquoi l'éducation des acteurs, y compris moi-même, est devenu un thème récurrent et une cause de débat ces derniers temps. » Le film reçoit un accueil mitigé de la part des critiques et est une déception au box-office.
Parallèlement, l'acteur anglais défend aussi un rôle principal dans un film indépendant américain. Il joue sous la direction de Marc Abraham dans le film biographique I Saw the Light, aux côtés d'Elizabeth Olsen, actrice américaine ayant également collaboré avec Marvel Studios. Il y incarne le célèbre chanteur Hank Williams, une icône de la musique country dont la légende n'a fait que croître depuis sa mort prématurée à l'âge de 29 ans. Pour se préparer à son rôle, l'acteur a dû perdre du poids et prendre des cours de chant avec le compositeur Rodney Crowell, pendant six semaines à Nashville, afin de perdre son accent britannique pour en adopter un de l'Alabama. Avec ses critiques négatives, notamment de la part du petit-fils d'Hank Williams, I Saw The Light passe inaperçu et est un également un échec commercial au box-office, rapportant moins de 2 millions de dollars pour un budget de 13 millions de dollars.
Le 2 novembre 2014, il confirme qu'il reprendra son rôle de Loki dans Avengers : L'Ère d'Ultron, suite du film Avengers, contredisant ainsi l'affirmation antérieure de Kevin Feige que Loki ne figurerait pas dans le film. Le personnage n'apparaît cependant pas dans la version diffusée dans les salles de cinéma. En effet, la scène dans laquelle il joue a été coupée au montage. La même année, Legendary Pictures annonce que Tom Hiddleston a signé un contrat pour jouer dans Kong : Skull Island, un reboot de la franchise King Kong, dans lequel il retrouve Samuel L. Jackson, son partenaire dans Avengers. Le film est réalisé par Jordan Vogt-Robert et sortira le 10 mars 2017.
En 2016, il confirme son passage à des premiers rôles en incarnant Jonathan Pine, un ancien soldat britannique infiltrant un trafic d'armes, dans la mini-série télévisée anglo-américaine The Night Manager de Susanne Bier, adaptée du roman de John le Carré. Sa performance lui vaut d'être nommé meilleur acteur dans une mini-série ou un téléfilm aux Emmy Awards 2016 et de remporter un Golden Globe l'année suivante. Sa scène d'amour avec Elizabeth Debicki lui permet également de remporter le Rear of the Year dans lequel le public nomme les célébrités masculines et féminines britanniques qui, selon eux, devraient gagner le prix du titulaire.
Il reprend une quatrième fois le rôle de Loki dans Thor: Ragnarok, réalisé par Taika Waititi, qui sort dans les salles françaises le 25 octobre 2017. Le tournage débute le 4 juillet 2016 à Gold Coast en Australie. Bien que certaines rumeurs affirment qu'il s'agit du dernier film dans lequel le personnage de Loki doit apparaître, on le retrouvera bien dans Avengers: Infinity War et Avengers: Endgame.
Durant l'été 2017, il est annoncé qu'il tiendra le rôle principal de la nouvelle adaptation de la pièce de Shakespearee, Hamlet par Kenneth Branagh. La pièce se déroule dans le théâtre Jerway Vanbrugh de 160 places de Rada, au centre de Londres, du 1er au 23 septembre.
Il reprend le rôle de Loki dans le blockbuster Avengers: Infinity War, qui sort le 25 avril 2018 et au cours duquel son personnage est tué par Thanos. Il  reprend ce même rôle dans Avengers: Endgame, sorti en avril 2019, où l'antagoniste crée involontairement une nouvelle timeline lorsque les Avengers remontent le temps en 2012 en s'échappant de justesse grâce au Tesseract, événement inexistant dans la timeline originale. Début 2019, l'acteur est annoncé dans le rôle principal d'une mini-série dédiée à son personnage (Loki), dont les douze épisodes sont diffusés exclusivement sur la plateforme Disney+ et qui part de la nouvelle chronologie qu'il a créée en 2012 en subtilisant la Pierre de l'Espace. Au terme de la saison 2 de la série, en novembre 2023, Hiddleston s'estime satisfait de l'arc narratif du personnage, mais reste vague sur la possibilité de continuer à incarner Loki à l'écran, après neuf projets sur 14 ans.
Il joue parallèlement aux côtés de Charlie Cox dans la pièce de théâtre Betrayal d'Harold Pinter. La pièce connaît un tel succès qu'elle est transférée à Broadway.

## Publicité
Tom Hiddleston fait une apparition dans une publicité chinoise pour les vitamines pour femmes Centrum[pertinence contestée].

## Activités publiques et engagements
Avec Benedict Cumberbatch, Jo Brand, E.L. James et Rachel Riley, Tom Hiddleston fait partie des célébrités ayant créé et signé leur propre carte pour l’association caritative britannique Thomas Coram Foundation for Children. La campagne a été lancée par l’entreprise artisanale Stampi’ Up ! UK et les cartes ont été vendues aux enchères sur eBay en mai 2014. Il est aussi un membre de l’UNICEF consacrée à l'amélioration et à la promotion de la condition des enfants. Début 2013, il a voyagé en Guinée afin d’aider les femmes et les enfants.

## Théâtre
- 1999 : Journey's Ends : Captain Stanhope[13]
- 2001 : Roméo et Juliette : Roméo[14]
- 2001 : Électre: Oreste[15]
- 2005 : Yorgjin Oxo:The Man : Yorgjin Oxo[16]
- 2006 : The Changeling : Alsemero[17]
- 2007 : Cymbeline: Postumus Leonatus/Cloten[18]
- 2008 : Othello : Cassio[19]
- 2008 : Ivanov: Lvov[20]
- 2010 : The Children's Monologue : Prudence[21]
- 2012 : Stories Before Bedtime, Twisted Love Stories : The Kingdom of Earth : Lot[22]
- 2013 : Coriolan: Caius Martius Coriolanus[23]
- 2017 : Hamlet: Hamlet[24]
- 2019 : Betrayal : Robert[25],[26]
- 2025 : Much Ado About Nothing : Benedick

## Filmographie

### Cinéma

#### Longs métrages
- 2007 : Unrelated de Joanna Hogg : Oakley
- 2010 : Archipelago de Joanna Hogg : Edward
- 2011 : Thor de Kenneth Branagh : Loki
- 2011 : Minuit à Paris de Woody Allen : F. Scott Fitzgerald
- 2011 : The Deep Blue Sea de Terence Davies : Freddie Page
- 2011 : Cheval de guerre (War Horse) de Steven Spielberg : Capitaine Nicholls
- 2012 : Avengers de Joss Whedon : Loki
- 2012 : Stars in Shorts de Jacob Chase et Robert Festinger : Tom
- 2013 : Only Lovers Left Alive de Jim Jarmusch : Adam
- 2013 : Thor : Le Monde des ténèbres (Thor : The Dark World) d'Alan Taylor : Loki
- 2014 : Exhibition de Joanna Hogg : Agent Estate
- 2014 : Opération Muppets de James Bobin : The Great Escapo
- 2015 : Crimson Peak de Guillermo del Toro : Sir Thomas Sharpe
- 2015 : I Saw the Light de Marc Abraham : Hank Williams
- 2015 : WillShake : Le narrateur
- 2016 : High-Rise de Ben Wheatley : Dr Robert Laing
- 2017 : Kong: Skull Island de Jordan Vogt-Roberts : Capitaine James Conrad
- 2017 : Thor : Ragnarok de Taika Waititi : Loki
- 2018 : Avengers: Infinity War d'Anthony et Joe Russo : Loki
- 2019 : Avengers: Endgame d'Anthony et Joe Russo : Loki
- 2023 : Ant-Man et la Guêpe : Quantumania (Ant-Man and the Wasp: Quantumania) de Peyton Reed : Loki (caméo, scène post-générique)
- 2024 : The Life of Chuck de Mike Flanagan : Charles "Chuck" Krantz

#### Films d'animation
- 2014 : Clochette et la Fée Pirate de Peggy Holmes : le capitaine Crochet (voix originale)
- 2018 : Early Man de Nick Park : Seigneur Nooth (voix originale)

### Courts métrages
- 2012 : Friend Request Pending de Chris Foggin : Tom
- 2012 : Out of Time de Josh Appignanes et Jonathan De Villiers : L'homme
- 2013 : Out of Darkness de Manjinder Virk : L'homme
- 2018 : Leading Lady Parts : Lui-même.

### Télévision

#### Séries télévisées
- 2001 : Armadillo : Toby Sherrifmuir
- 2006 : Victoria Cross Heroes : Capitaine John « Jack » Randle
- 2006 : Galápagos : Charles Darwin (voix, documentaire)
- 2006 - 2007 : Les Flingueuses : Bill Hazeldine (saisons 1 et 2)
- 2006 : Casualty : Chris Vaughn
- 2008 - 2010 : Les Enquêtes de l'inspecteur Wallander (Wallander) : Magnus Martinsson (saisons 1 et 2)
- 2009 : Cranford : William Buxton
- 2012 : The Hollow Crown : Prince Hal / Henry V (saisons 1, 3 épisodes)
- 2014 : National Theatre Live : Coriolanus
- 2016 : The Night Manager : L'Espion aux deux visages : Jonathan Pine (mini-série)
- 2016 : Chasseurs de trolls : Les Contes d'Arcadia (Trollhunters : Tales of Arcadia) : Kanjigar (voix)
- 2020 - 2021 : Terre : Les Couleurs nocturnes : narrateur (documentaire, saisons 1 et 2)
- 2021 - 2023 : Loki : Loki (saisons 1 et 2)[27]
- 2021 - 2024 : What if ...? : Loki (voix, saisons 1, 2 et 3)
- 2022 : The Essex Serpent : Will Ransome (mini-série)

#### Téléfilms
- 2001 : The Life and Adventures of Nicholas Nickleby de Stephen Whittaker : Lord
- 2001 : Conspiration de Frank Pierson : L'opérateur téléphonique
- 2002 : The Gathering Storm de Richard Loncraine : Randolph Churchill
- 2005 : A Waste of Shame : The Mystery of Shakespeare and His Sonnets de John McKay (en) : John Hall
- 2008 : Le Choix de Jane (Miss Austen Regrets) de Jeremy Lovering : John Pemberton Plumptre
- 2009 : Darwin's Secret Notebooks de Geoffrey Luck : Charles Darwin (documentaire)

#### Séries d'animation
- 2012 : Robot Chicken : Suess narrateur / Killer Robot no 1 (voix originale, saison 6, épisode 12 : Butchered in Burbank)
- 2013 : Les Griffin : la statue Griffin (voix originale, saison 11, épisode 22 : Interdit aux vieux)
- 2021 : Les Simpson : Le Bon, le Bart et le Loki : Loki[28] (court-métrage)
- 2021- 2024 : What If...? : Loki (voix originale)
- 2022 : Les Simpson : Bienvenue au club : Loki (court-métrage)

### Jeux vidéo
- 2011 : Thor: God of Thunder : Loki (voix originale) il participe seulement au doublage des personnages du film
- 2016 : Lego Marvel's Avengers : Loki (voix originale)

## Voix francophones
En France, Alexis Victor est la voix française régulière de Tom Hiddleston depuis le film Thor. Il le double également dans les autres films du MCU, les films Cheval de guerre, Crimson Peak, Kong: Skull Island et la mini-série The Night Manager. À titre exceptionnel il a été doublé par Valentin Merlet dans la série Les Enquêtes de l'inspecteur Wallander, Anatole de Bodinat dans Minuit à Paris et par Loïc Corbery dans Only Lovers Left Alive.
Au Québec, il est principalement doublé par Frédéric-Millaire Zouvi.
Versions françaises
- Alexis Victor dans les films du MCU, Cheval de Guerre, Crimson Peak, The Night Manager, Kong: Skull Island[29], etc.

Versions québécoises
- Frédéric-Millaire Zouvi dans les films du MCU, Crimson Peak, Kong: Skull Island[30], etc.

## Distinctions

### Récompenses
- Empire Awards 2012 : Meilleur espoir masculin pour Thor
- MTV Movie Award 2013 : 
  - Meilleure distribution pour The Avengers partagé avec Robert Downey Jr., Chris Evans, Mark Ruffalo, Chris Hemsworth, Scarlett Johansson et Jeremy Renner
  - Meilleur méchant pour The Avengers
- National Film Awards 2016 : Meilleur acteur  pour High-Rise
- 2016 : Russian National Movie Awards du meilleur vilain étranger de l'année pour Thor: Le Monde des ténèbres
- Empire Awards 2017 : Lauréat du Trophée Empire Hero Award
- Golden Globes 2017 : Meilleur acteur dans une mini-série pour The Night Manager : L'Espion aux deux visages
- 2021 : People's Choice Awards de la star masculine TV préférée dans une série télévisée fantastique pour Loki
- 2022 : Critics' Choice Super Awards du meilleur acteur dans une série télévisée fantastique pour Loki
- 2022 : Kids' Choice Awards de la star masculine TV préférée dans une série télévisée fantastique pour Loki
- 2022 : MTV Movie Awards de la meilleure équipe dans une série télévisée fantastique pour Loki

### Nominations
- Crime Thriller Awards 2010 : Meilleur acteur dans un second rôle dans une série télévisée dramatique pour Les Enquêtes de l'inspecteur Wallander
- 2010 : Online Film & Television Association Awards de la meilleure distribution dans une mini-série pour Cranford partagé avec Judi Dench, Claudie Blakley, Julia McKenzie, Jodie Whittaker, Andrew Buchan, Lesley Sharp, Jonathan Pryce, Matthew McNulty et Alex Jennings
- Phoenix Film Critics Society Awards 2011 : Meilleure distribution pour Minuit à Paris partagé avec Owen Wilson, Rachel McAdams, Kurt Fuller, Mimi Kennedy, Michael Sheen, Nina Arianda, Carla Bruni, Yves Heck, Alison Pill, Corey Stoll, Sonia Rolland, Kathy Bates, Marion Cotillard, Léa Seydoux et Adrien Brody
- 2011 : Scream Awards de la meilleure révélation pour Thor
- British Academy Film Awards 2012 : Orange Rising Star Award pour Thor
- 2012 : Evening Standard British Film Awards du meilleur acteur pour Archipelago
- Georgia Film Critics Association Awards 2012 : Meilleure révélation pour Thor, pour Minuit à Paris et pour Cheval de guerre
- 2012 : Gold Derby Awards de la meilleure distribution pour Minuit à Paris partagé avec Nina Arianda, Kathy Bates, Adrien Brody, Marion Cotillard, Kurt Fuller, Mimi Kennedy, Rachel McAdams, Alison Pill, Michael Sheen, Corey Stoll et Owen Wilson
- Saturn Awards 2012 : Meilleur acteur dans un second rôle pour Thor
- Teen Choice Awards 2012 : Meilleur vilain pour Thor
- 2013 : Indiana Film Journalists Association Awards du meilleur vilain préféré pour Avengers
- 2014 : CinEuphoria Awards (es) du meilleur duo pour Only Lovers Left Alive partagé avec Tilda Swinton.
- Empire Awards 2014 : Meilleur acteur dans un second rôle pour Thor : Le Monde des ténèbres
- 2014 : MTV Movie Awards du personnage préféré pour Thor : Le Monde des ténèbres
- 2014 : Online Film & Television Association Awards du meilleur acteur dans une mini-série ou un téléfilm pour The Hollow Crown
- Saturn Awards 2014 : Meilleur acteur dans un second rôle pour Thor : Le Monde des ténèbres
- 2015 : Alliance of Women Film Journalists Awards de la meilleure représentation de la nudité, de la sexualité où de la séduction pour Only Lovers Left Alive partagé avec Tilda Swinton.
- 2015, : BTVA Special/DVD Voice Acting Awards de la meilleure performance vocale pour l'ensemble de la distribution dans une comédie d'animation pour Clochette et la Fée Pirate partagé avec Mae Whitman, Christina Hendricks, Lucy Liu, Raven-Symoné, Megan Hilty, Pamela Adlon, Angela Bartys, Jeff Bennett et Jim Cummings
- 2015 : BloodGuts UK Horror Awards du meilleur acteur pour Only Lovers Left Alive
- British Independent Film Awards 2015 : Meilleur acteur  pour High-Rise
- Chlotrudis Awards 2015 : Meilleur acteur dans un second rôle pour Unrelated
- Critics' Choice Television Awards 2016 : Meilleur acteur dans une mini-série ou un téléfilm pour The Night Manager : L'Espion aux deux visages
- 2016 : Fangoria Chainsaw Awards du meilleur acteur pour Crimson Peak
- 2016 : Gold Derby Awards du meilleur acteur principal dans une mini-série ou un téléfilm pour The Night Manager : L'Espion aux deux visages
- 2016 : Online Film & Television Association Awards du meilleur acteur dans une mini-série ou un téléfilm pour The Night Manager : L'Espion aux deux visages
- Primetime Emmy Awards 2016 : Meilleur acteur dans une mini-série ou un téléfilm  pour The Night Manager : L'Espion aux deux visages
- Primetime Emmy Awards 2016 :  Meilleure série limitée  pour The Night Manager : L'Espion aux deux visages partagé avec Stephen Garrett (Producteur exécutif), Simon Cornwell (Producteur exécutif), Stephen Cornwell (Producteur exécutif), Susanne Bier (Producteur exécutif), David Farr (Producteur exécutif), John le Carré (Producteur exécutif), Hugh Laurie (Producteur exécutif), Alexei Boltho (Producteur exécutif), William D. Johnson (Producteur exécutif) et Rob Bullock (Producteur)
- 2016 : Russian National Movie Awards du meilleur duo étranger de l'année partagé avec Chris Hemsworth pour Thor : Le Monde des ténèbres
- 2017 : National Television Awards de la performance dramatique la plus populaire dans une mini-série ou un téléfilm pour The Night Manager : L'Espion aux deux visages
- 2017 : Producers Guild of America Awards du meilleur preducteur pour une mini-série ou un téléfilm pour The Night Manager : L'Espion aux deux visages partagé avec Simon Cornwell, Stephen Garrett, Stephen Cornwell, Hugh Laurie, Susanne Bier, David Farr, John le Carré, William D. Johnson, Alexei Boltho et Rob Bullock
- Satellite Awards 2017 : Meilleur acteur dans une mini-série ou un téléfilm pour The Night Manager : L'Espion aux deux visages
- Teen Choice Awards 2017 : Meilleur acteur pour Kong : Skull Island
- 2018 : Indiana Film Journalists Association Awards de la meilleure performance vocale dans une comédie d'animation pour Early Man
- Teen Choice Awards 2018 : Meilleur voleur de scène pour Thor : Ragnarok
- 2021 : People's Choice Awards de la star masculine TV de 2021 dans une série télévisée fantastique pour Loki
- Tony Awards 2021 Meilleur acteur pour Betrayal
- 2022 : Hollywood Critics Association Television Awards du meilleur acteur dans une série télévisée fantastique pour Loki
- Saturn Awards 2022 : Meilleur acteur dans une série télévisée fantastique pour Loki